# La Clery
La Clery ist ein Vorort der Hauptstadt Castries im Quarter (Distrikt) Castries im Inselstaat St. Lucia in der Karibik. 

## Geographie
Der Ort liegt im Nordosten Castries und ist nach der Ravine Clery benannt, die nach Norden fließt, den Flughafen George F. L. Charles Airport passiert und bei Vigie Beach in die Karibik mündet. Zur Verwaltungseinheit gehören die Siedlungen City Gate, Active Hill und Yorke Hill.